# Daniel Van Bellinghen
Daniel Van Bellinghen is een Belgisch voormalig motorcrosser.

## Levensloop
Van Bellinghen werd vijfmaal Belgisch kampioen zijspancross. Daarnaast won hij een grand prix - met name die van Tarare in 1979 - en werd hij dat jaar vierde in de eindstand van de FIM Cup. Deze prestatie herhaalde hij vijf jaar later (1984) met een vierde plaats in de WK-eindstand. Bakkenisten waren onder meer Raf D'Hollander (1978-'83) en Karel Torfs (1984-'86).

## Palmares
- Belgisch kampioenschap: 1978, 1979, 1980, 1981 en 1982